# شب شیشه‌ای (مجموعه تلویزیونی)
شب شیشه‌ای یک مجموعه تلویزیونی به کارگردانی مسعود رشیدی است.

## داستان
فرزند مهندسی به نام احمدی، بر اثر تربیت اشتباه به راه خلاف کشیده می‌شود. او پس از دستگیری روانه حبس شده و در زندان کشته می‌شود. پس از مراسم خاکسپاری، مهندس احمدی متوجه تربیت غلط فرزند خود می‌شود و درصدد جبران مافات برمی‌آید.

## بازیگران
- احمد نجفی
- کامران تفتی
- سارا خوئینی‌ها
- مهدی سلوکی
- شهرام عبدلی
- حسام بیگدلو
- علیرضا مسعودی
- آزیتا ترکاشوند
- بیژن پیشدادی
- شیما رستگار
- عباس موسوی
- داریوش سلیمی
- یاسمینا باهر (با معرفی)